# Burak Abay
Burak Abay (* 1. Januar 1996) ist ein türkischer Radrennfahrer.

## Sportlicher Werdegang
Abay fährt seit 2015 mit verschiedenen türkischen Teams Rennen auf UCI-Niveau, hauptsächlich in seinem Heimatland. 2019 fuhr er für Brunei Continental Rennen in aller Welt. Die Türkei-Rundfahrt, in der er 2021 erstmals antrat, war bislang sein einziges Rennen in der UCI ProSeries.
2022 verbesserten sich seine Resultate, er stand mit dem zweiten Platz im Einzelzeitfahren erstmals auf dem Podium der türkischen Meisterschaften und erzielte etliche Top-10-Resultate in anderen Rennen. Anfang 2023 war er erstmals bei UCI-Rennen wie Grand Prix Aspendos, Alanya Cup oder Kırıkkale Road Race unter den ersten Drei; im Juni erzielte er seinen bisher größten Erfolg durch den Gewinn der türkischen Meisterschaften im Straßenrennen. Im September des Jahres kam er in der zweiten Etappe der Tour de Van schwer zu Fall. 2024 lag er in drei von vier Etappen der Tour of Sakarya jeweils auf dem zweiten Platz.
In den Straßenradsport-Weltmeisterschaften trat Abay bislang noch nicht an. Die Europameisterschaften bestritt er 2016 zum bislang einzigen Mal. 2024 vertrat er die Türkei im olympischen Straßenrennen.

## Erfolge
2023
 Türkischer Meister – Straßenrennen
2024
 Balkan-Meisterschaften – Einzelzeitfahren
2025
 Balkan-Meisterschaften – Straßenrennen
 Türkischer Meister – Einzelzeitfahren